# Escheburg
Escheburg est une commune allemande du Schleswig-Holstein, située dans le sud-ouest de l'arrondissement du duché de Lauenbourg (Kreis Herzogtum Lauenburg), immédiatement à l'est de Bergedorf, quartier de Hambourg. Escheburg est l'une des dix communes de l'Amt Hohe Elbgeest (« Haut Geest de l'Elbe ») dont le siège est à Dassendorf.